# ルイス・ハロルド・グレイ
ルイス・ハロルド・グレイ（Louis Harold Gray, 1905年11月10日 - 1965年7月9日）は、イギリスの物理学者である。主として放射線が生体に与える影響について研究し、放射線生物学の分野を開いた。
彼の業績を賛えて、吸収線量のSI組立単位には彼の名から「グレイ」と名附けられた。

## 経歴
労働者階級の家庭に生まれ、小学校の成績が抜群であったことから奨学金を得て、パブリックスクールを経て、ケンブリッジ大学トリニティ・カレッジへ進学した。
- 1929年 - キャヴェンディッシュ研究所研究員[1]
- 1933年 - ジェームズ・チャドウィックの紹介で、ロンドン・マウント・バーノン病院（英語版）の医学物理学者となる[1]。
- 1936年 - ブラッグ・グレイの空洞原理（英語版）の基礎となる「ブラッグ・グレイの式」を発見
- 1937年 - マウント・バーノン病院で初期の中性子発生装置を作成
- 1938年 - 中性子発生装置を用いて中性子の生体への影響を研究
- 1940年 - 放射線生物効果（英語版）(RBE)を発見
- 1952年 - 高気圧酸素治療における低酸素性腫瘍（英語版）の中の細胞の研究を開始
- 1953年 - マウント・バーノン病院にグレイ研究所を設立
- 1953年 - 1960年 - グレイの指導の下、Jack W. Boagがパルス放射線分解を開発
- 1961年 - 王立協会フェロー選出
- 1962年 - グレイ研究所で、アルゴンヌ国立研究所のエド・ハートとJack Boagが、パルス放射線分解を用いて水和電子を発見

## 参考資料
- Louis Harold Gray F.R.S. - a chronology, Gray Cancer Institute, (29 June 2000) 2009年3月11日閲覧。
- Slipman, Curtis W.; Chou, Larry H.; Derby, Richard; Simeone, Frederick A.; Mayer, Tom G. (2008), Interventional spine: an algorithmic approach, Elsevier Health Sciences, p. 230–231, ISBN 0-7216-2872-9